# Белоглазова, Елена Владимировна
Еле́на Влади́мировна Белогла́зова (род. 2 августа 1976, Ленинград, СССР) — российский лингвист, доктор филологических наук (2011), профессор.

## Биография
В 1993 году окончила среднюю школу № 192 Калининского района г. Санкт-Петербурга. В 1998 году с отличием окончила РГПУ им. А. И. Герцена, специальность: «Филология», квалификация «Учитель английского и немецкого языков».
В 2001 году защитила диссертацию на соискание ученой степени кандидата филологических наук, тема: «Лингвистические аспекты адресованности англоязычной детской литературы», специальность 10.02.04 Германские языки (научный руководитель — доктор филологических наук, профессор О. Е. Филимонова). В 2011 году защитила диссертацию на соискание ученой степени доктора филологических наук, тема «Дискурсная гетерогенность литературы для детей: когнитивный и лингво-прагматический аспекты» по специальности 10.02.04 Германские языки.
В настоящее время работает профессором, заведующей кафедрой английского языка для профессиональной коммуникации РГПУ им. А. И. Герцена (с 2019 года) и профессором кафедры английской филологии и перевода СПбГЭУ.
Член диссертационных советов Д 212.354.09 по защите диссертаций на соискание ученой степени кандидата и доктора филологических наук при СПбГЭУ и Д 212.199.05 по защите диссертаций на соискание ученой степени кандидата и доктора филологических наук при РГПУ им. А. И. Герцена.

## Научная работа
Является автором более 150 научных и научно- и учебно-методических работ на русском и английском языках (монографий, учебников и учебных пособий, статей в ведущих статусных российских и зарубежных научных журналах) по дискурс-анализу, межкультурной коммуникации, интерлингвокультурологии, переводоведению. Индекс Хирша — 8.

## Основные публикации

### Монографии
- Белоглазова Е. В. Дискурсность, интердискурсность, полидискурсность литературы для детей. — СПб: СПбГУЭФ, 2010. — 195 с.
- Белоглазова Е. В. Дискурс англоязычного описания России или дискурс русофобии?: Глава 3.1. в коллективной монографии Реальность. Вымысел. Текст. / под ред. Н. Л. Шамне, Л. А. Кочетовой. — Волгоград: ВГУ, 2019. С. 145—156.

### Научные статьи
- Белоглазова Е. В. Лингвистические аспекты адресованности современной сказки // Studia Linguistica — 8. Слово, предложение и текст как интерпретирующие системы: Сборник статей. — СПб: Тригон, 1999. С. 343—347.
- Белоглазова Е. В. Категориальное своеобразие текстов детской художественной литературы // Аспекты изучения и преподавания родного и иностранного языков: Межвуз. сборник статей. — Мурманск: МГПИ, 2001. С. 25—32.
- Белоглазова Е. В. Ещё раз об адресате и категории адресованности художественного текста // Текст — Дискурс — Стиль: Сборник статей. — СПб: Изд-во СПбГУЭФ, 2004. С. 143—154.
- Белоглазова Е. В. Эмотивный портрет адресата детской художественной литературы // Интерпретация — Понимание — Перевод: Сборник статей. — СПб: Изд-во СПбГУЭФ, 2005. С. 189—201.
- Белоглазова Е. В. Дискурс современной детской литературы с позиций интердисциплинарного подхода // Stylistyka: Stylistyka i Kozina. — Vol. XIV. — Opole, 2005. P. 567—581.
- Белоглазова Е. В. Детская художественная литература в аспекте полидискурсивности // Стереотипность и творчество в тексте: Сборник науч. трудов. — Пермь, 2006. С. 205—212.
- Белоглазова Е. В. Интердискурc и полидискурс: соотношение понятий // Стил: международный научный журнал. — Vol. 7. — Белград, 2008. P. 121—131.
- Белоглазова Е. В. Контраст между супер- и макроструктурой как фактор дискурсной гетерогенности // В поисках смысла: Сборник научных трудов, посвященный памяти профессора А. А. Худякова. — СПб: Изд-во СПбГУЭФ, 2010. С. 225—229.
- Белоглазова Е. В. Язык как личный выбор: о мультилингвальной языковой личности в литературе и политике // Социальные и гуманитарные науки на Дальнем Востоке. Т. 19. № 1. — Хабаровск: ДГУПС, 2022. С. 112—119.

### Учебники и учебные пособия
- Генидзе Н. К., Белоглазова Е. В., Кононова И. В., Карнова Т. С. Язык делового общения: Учебное пособие. — СПб.: СПбГЭУ, 2015. — 81 с.
- Белоглазова Е. В., Кононова И. В., Барташова О. А., Нильсен Е. А. English for academic purposes: Учебное пособие по подготовке к кандидатскому экзамену по иностранному языку (английский язык)— СПб.: СПбГЭУ, 2015. — 86 с.
- Кабакчи В. В., Белоглазова Е. В. Введение в интерлингвокультурологию. — М.: Юрайт, 2019. — 250 с.